# Термінатор-2 (БМПТ)
«Термінатор-2» (БМПТ-72) — бойова машина підтримки танків (БМПТ), виконана на базі шасі танка Т-72 ; є паралельним розвитком БМПТ «Термінатор» першої моделі. Нова бойова машина має високий рівень захищеності, вогневої потужності та керованості, а також відрізняється від свого попередника тим, що у неї в складі озброєння відсутні автоматичні гранатомети, що дозволило скоротити екіпаж машини до трьох осіб (замість п'яти). Завдяки потужному та універсальному озброєнню здатна ефективно знищувати вогневі точки та фортифікаційні споруди супротивника, знищувати піхоту, що застосовує гранатомети та протитанкові комплекси, а також боротися з танками, БМП та іншими броньованими цілями супротивника..

## Поява
Прототип був вперше представлений на виставці "Russian Arms Expo-2013 ". Повторна презентація машини відбулася через 2 роки на міжнародному військово-технічному форумі «Армія-2015» 16—19 червня 2015 р., на експозиції у парку "Патріот ", у Кубинці.

## Конструкція
Новий варіант бойової машини підтримки танків виконаний на базі шасі танка Т-72 з аналогічним розташуванням членів екіпажу.
Озброєння представлене спареною 30-мм автоматичною гарматою, комплексом керованого озброєння та одним танковим кулеметом калібру 7,62 мм. На бокових сторонах вежі «Термінатора-2» встановлені два броньовані кожухи, всередині яких монтуються транспортно-пускові контейнери з керованими ракетами 9М120-1 або 9М120-1Ф/4; ракети здатні вражати броньовані цілі на відстані до 6 кілометрів.
Система управління вогнем машини БМПТ-72 складається з прицілів навідника та командира, лазерних далекомірів, балістичних обчислювачів та стабілізатора озброєння. Командир машини має у своєму розпорядженні комбінований панорамний приціл з телевізійним і тепловізійним каналами. Поле зору прицілу стабілізовано у двох площинах. Приціл командира також оснащений лазерним далекоміром. Навідник машини використовує приціл з оптичним та тепловізійним каналами. Цей прицільний пристрій має стабілізоване у двох площинах поле зору, а також оснащується лазерним далекоміром та лазерною системою управління для протитанкових ракет.
Прицільне обладнання, що використовується при використанні телевізійного каналу, дозволяє командиру бойової машини розпізнавати танки противника на дальності близько 5 кілометрів. Вночі, за умови використання тепловизионной системи, дальність розпізнавання скорочується до 3,5 км. Візирний та тепловізійний канали прицілу навідника забезпечують виявлення та розпізнавання цілі на приблизно таких же дистанціях — 5 та 3,5 км відповідно.

### Основне озброєння
Комплекс керованого озброєння
- Напівавтоматичний з лазерним каналом керування
- Кількість керованих ракет на пускових установках, прим. 4
- Типи керованих ракет, що застосовуються:

- 9М120-1 ракета керована протитанкова
- 9М120-1Ф ракета керована

- Гармата, тип, калібр

- 2А42, автоматична спарена, 30-мм

### Допоміжне озброєння

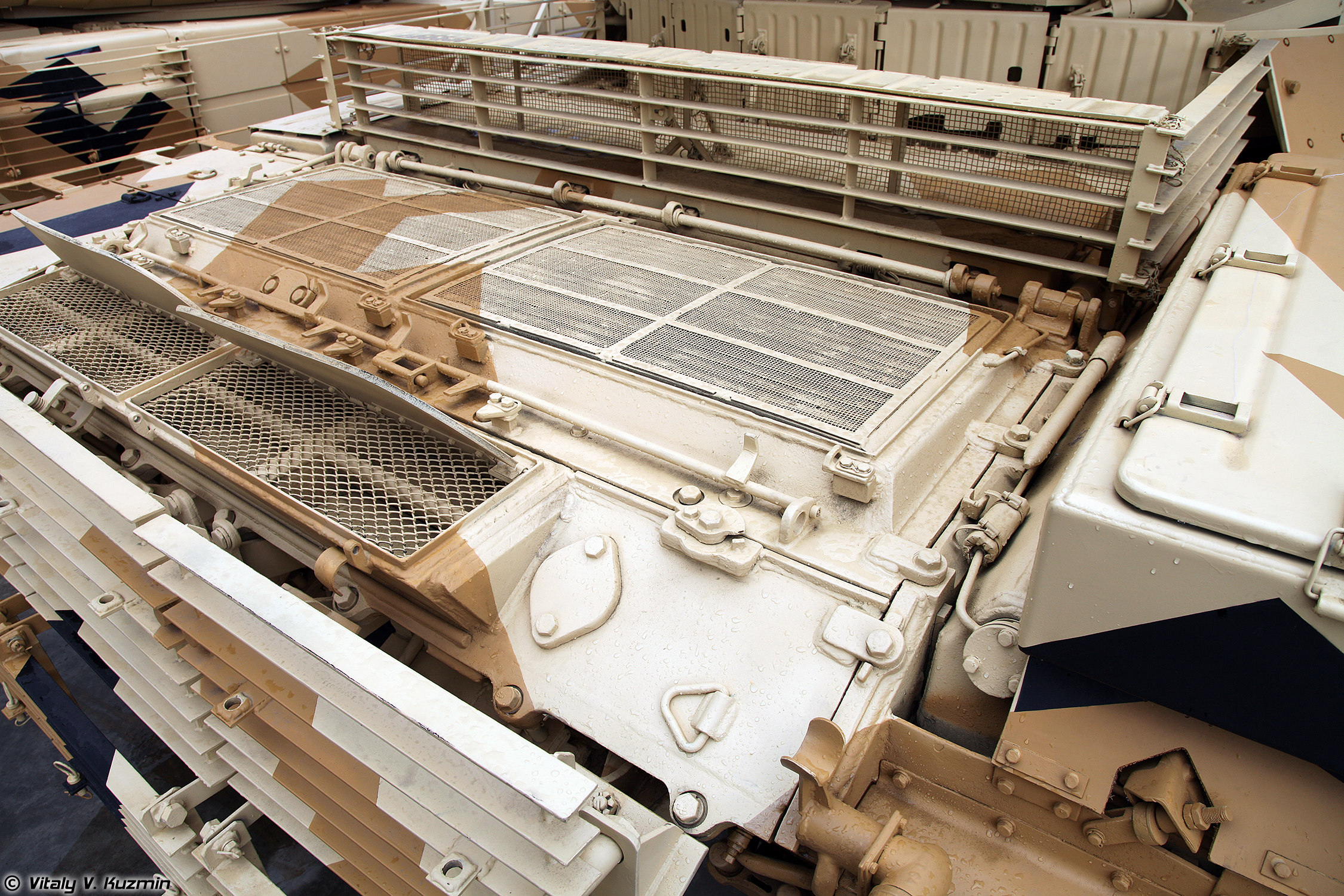
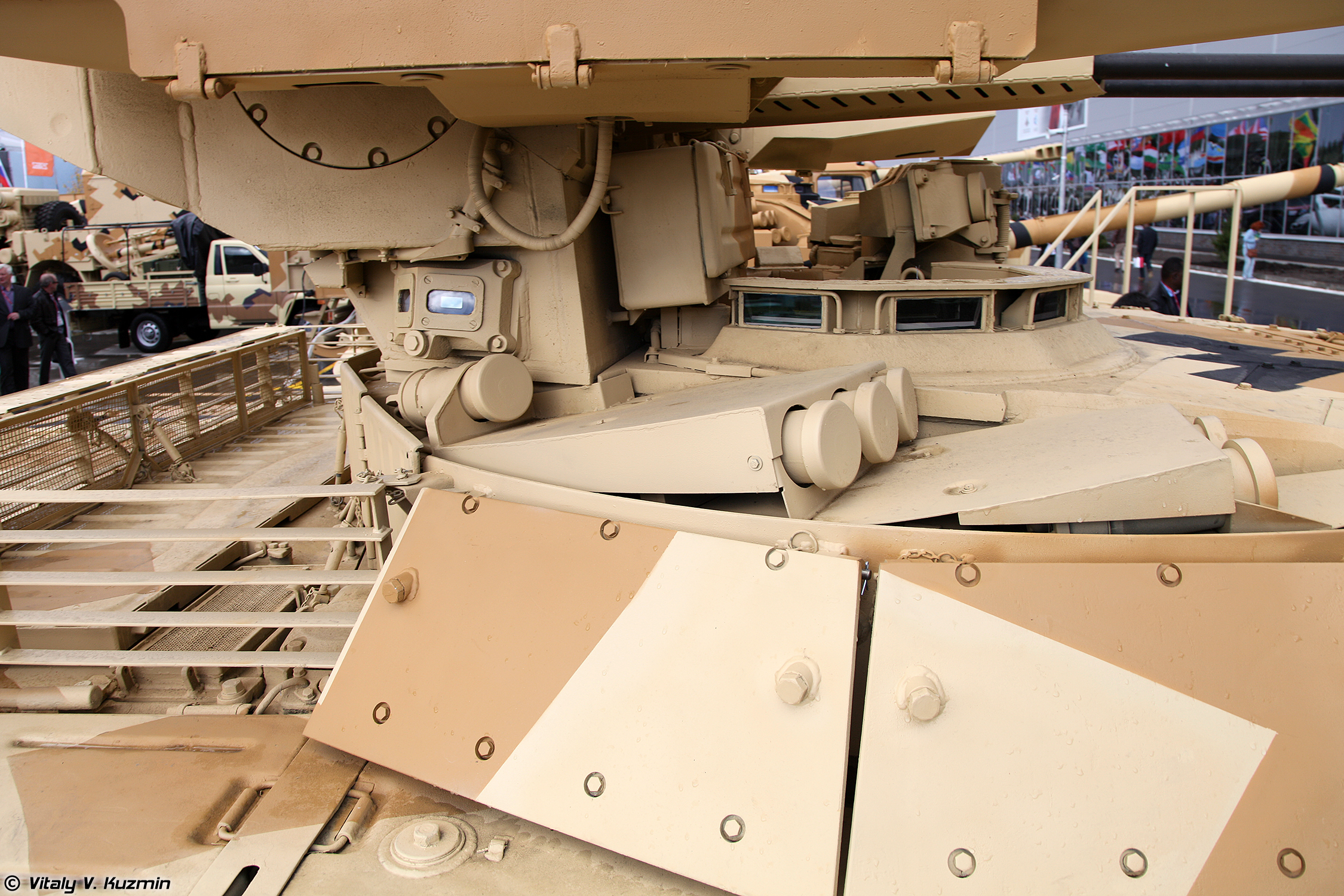
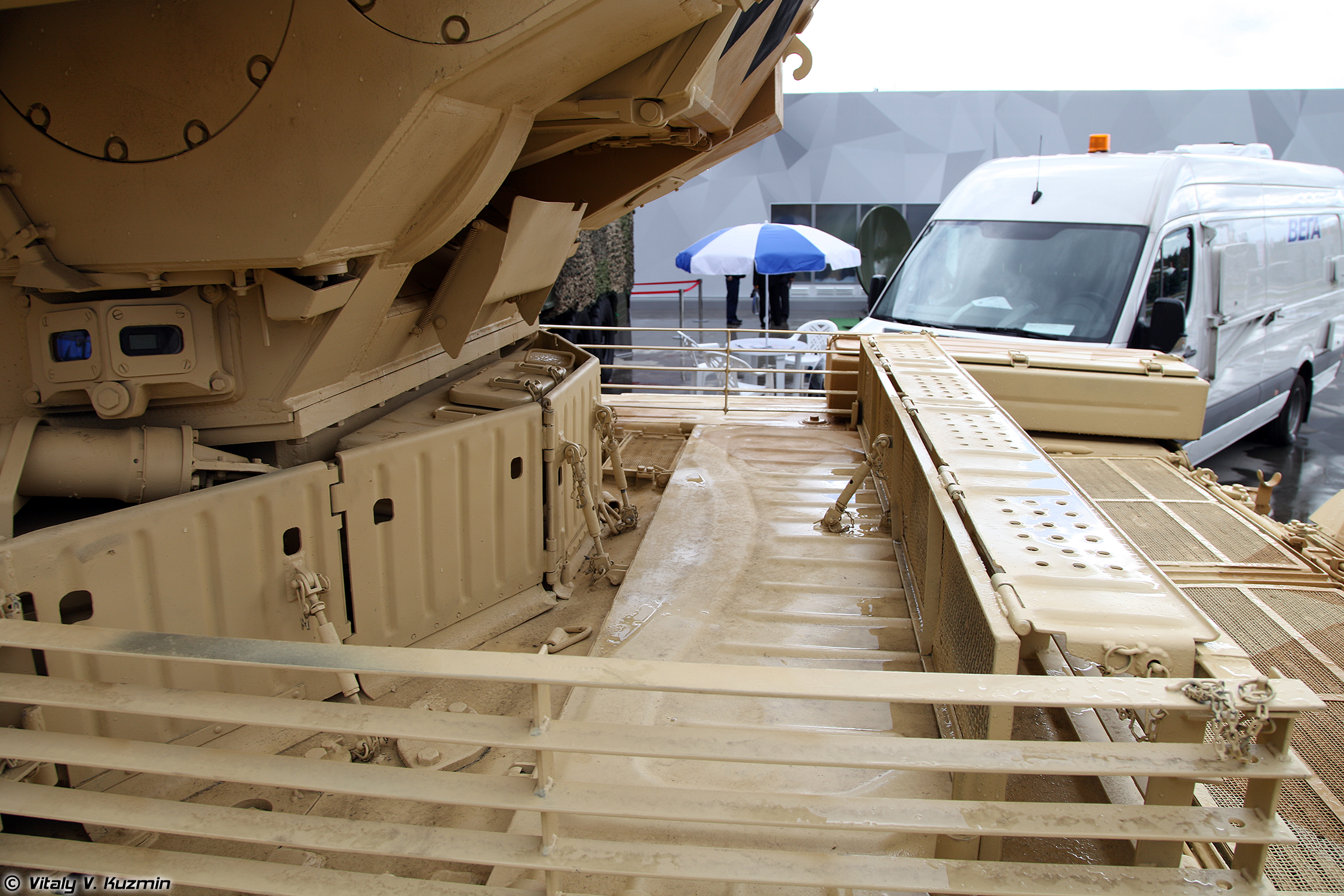
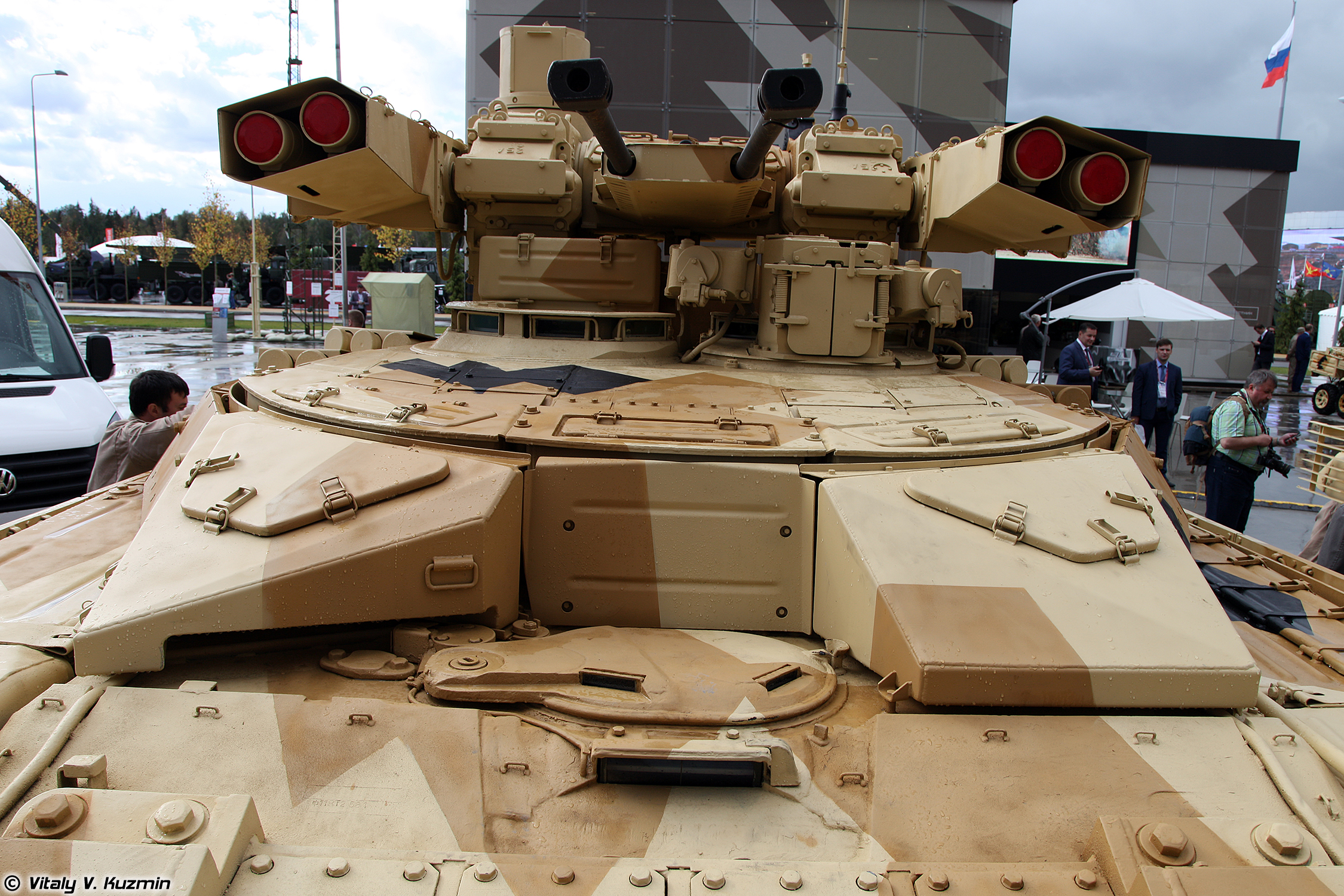

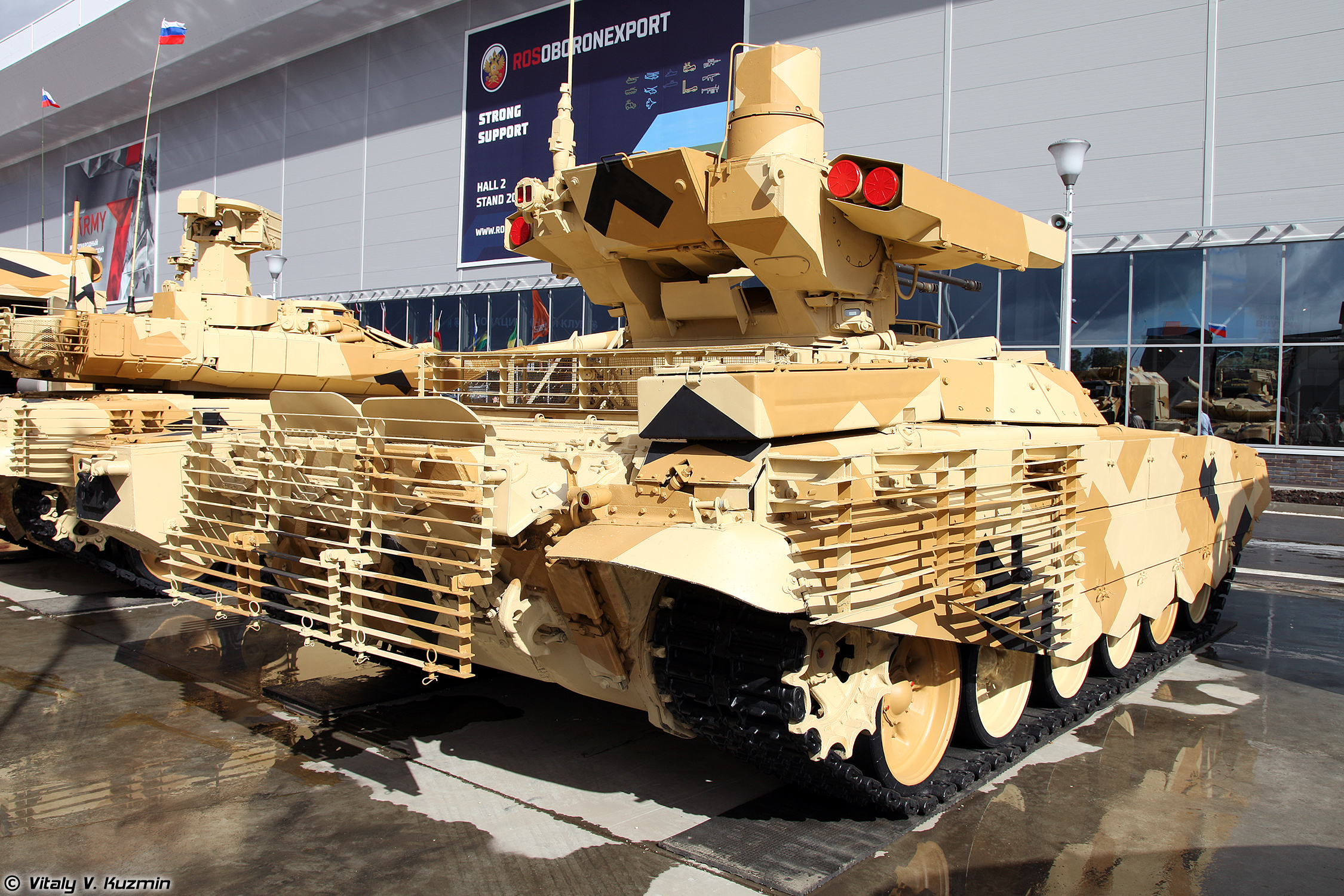
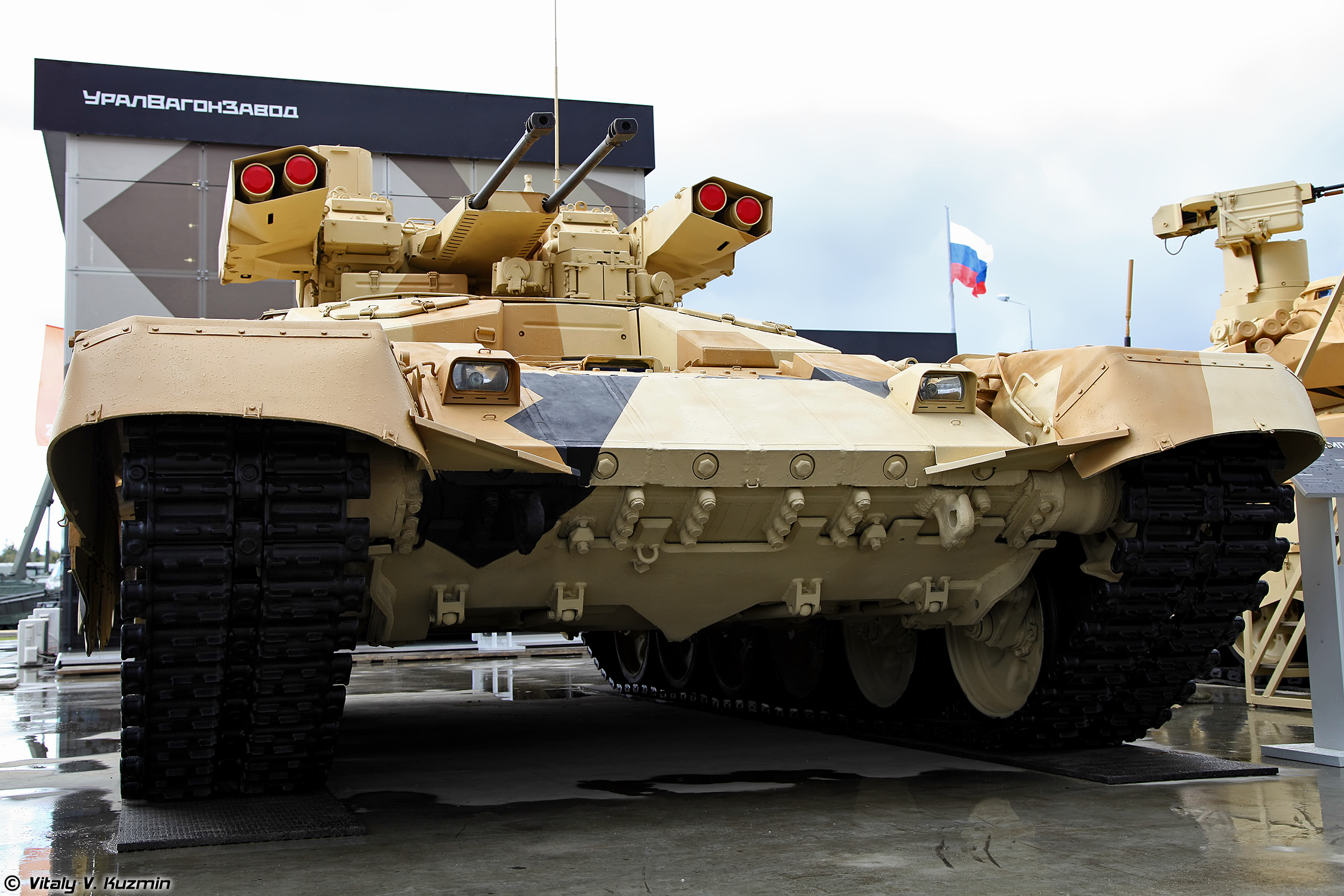
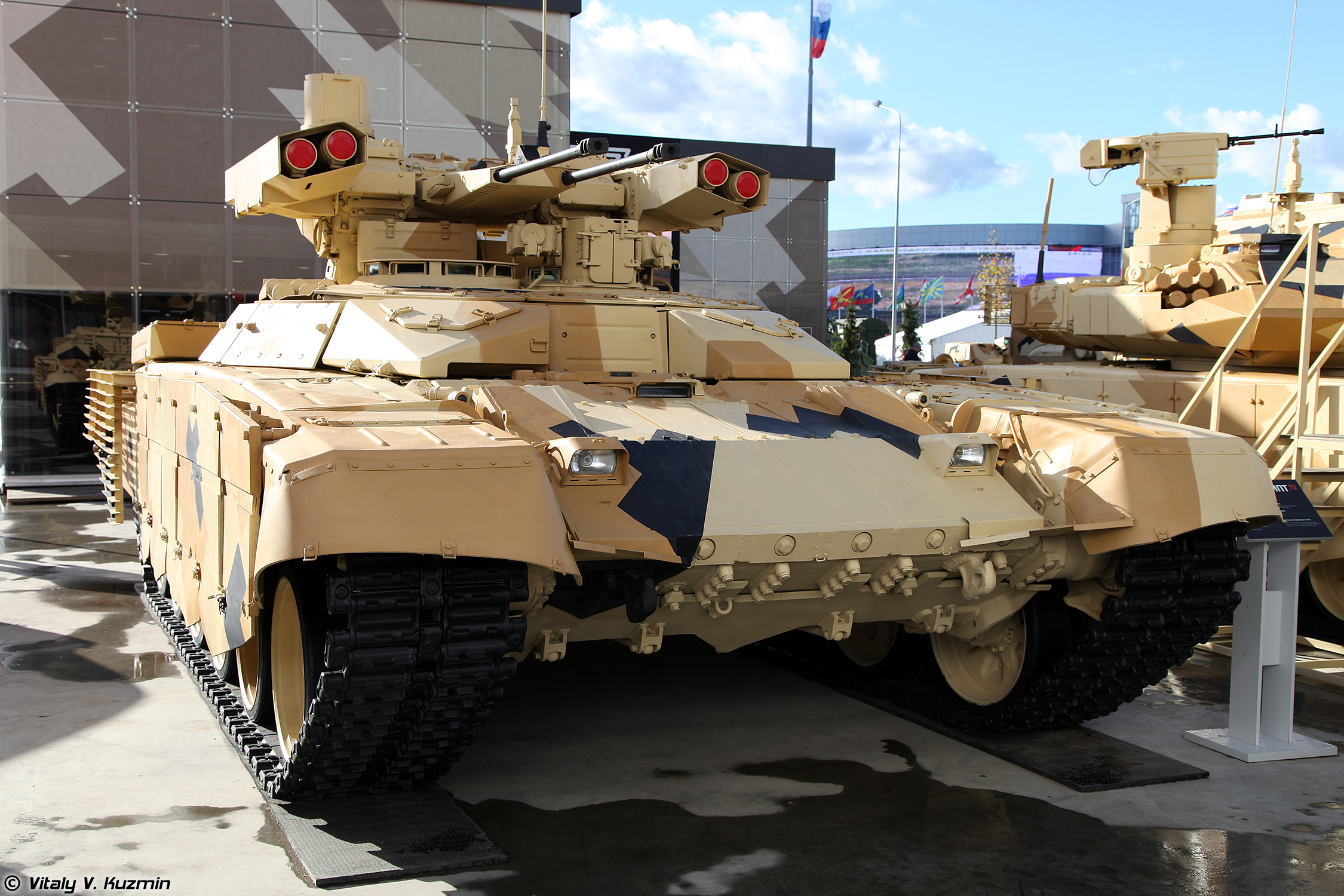
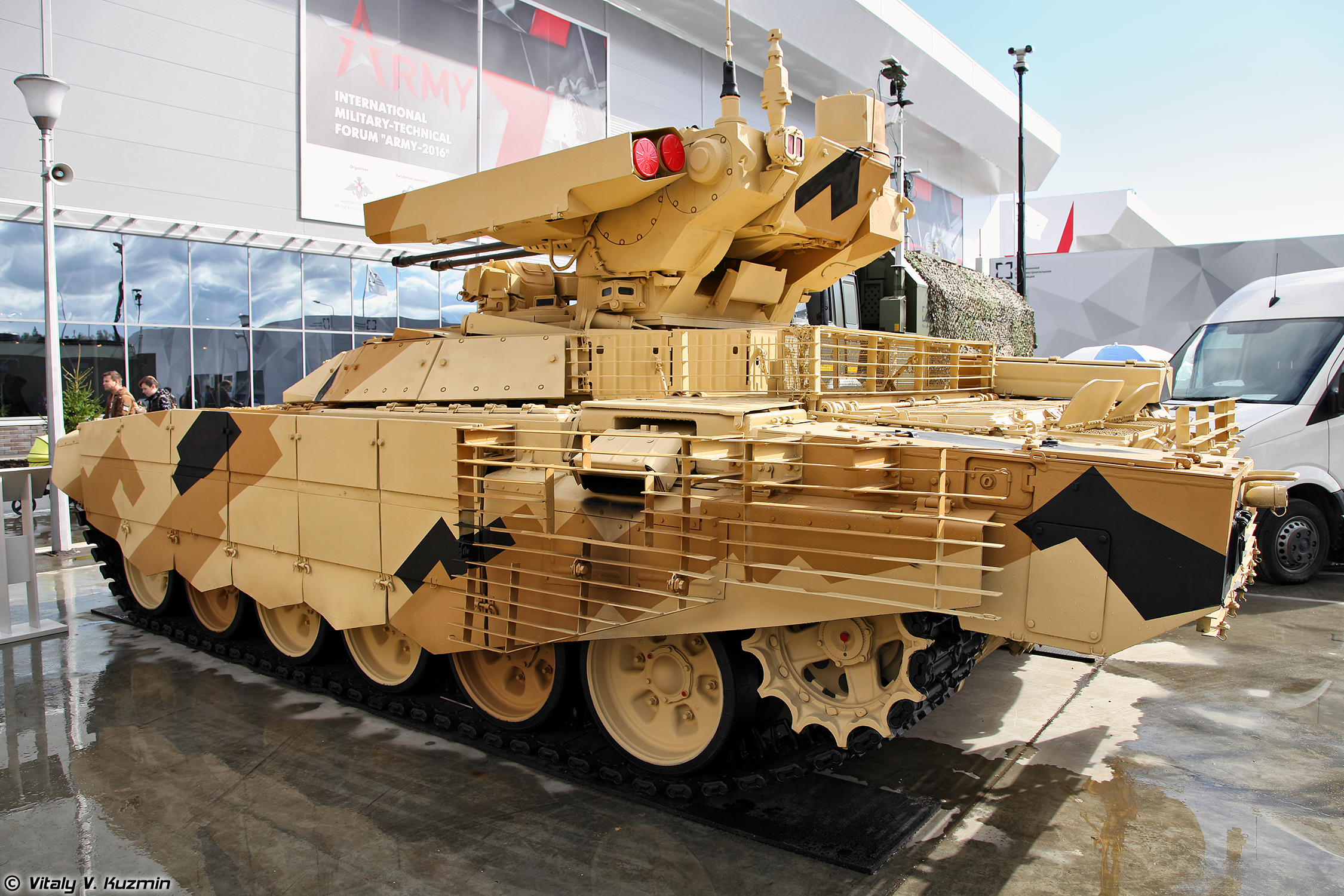

- ПКТМ, танковий, 7,62 мм

## Оператори
- Алжир: понад 3 одиниці, станом на 2022 рік. За даними порталу menadefense.net, замовлено понад 300 одиниць[5][6][7].

## Бойове застосування
19 травня 2023 року військово-політичний експерт Олександр Коваленко повідомив про задокументоване знищення «Термінатора-2». 